# 踵
在人体解剖学中，踵（heel）是脚的后跟。踵是由跟骨（踵骨）支撑的，位于腿下端的骨骼关节之下。

## 人体解剖学

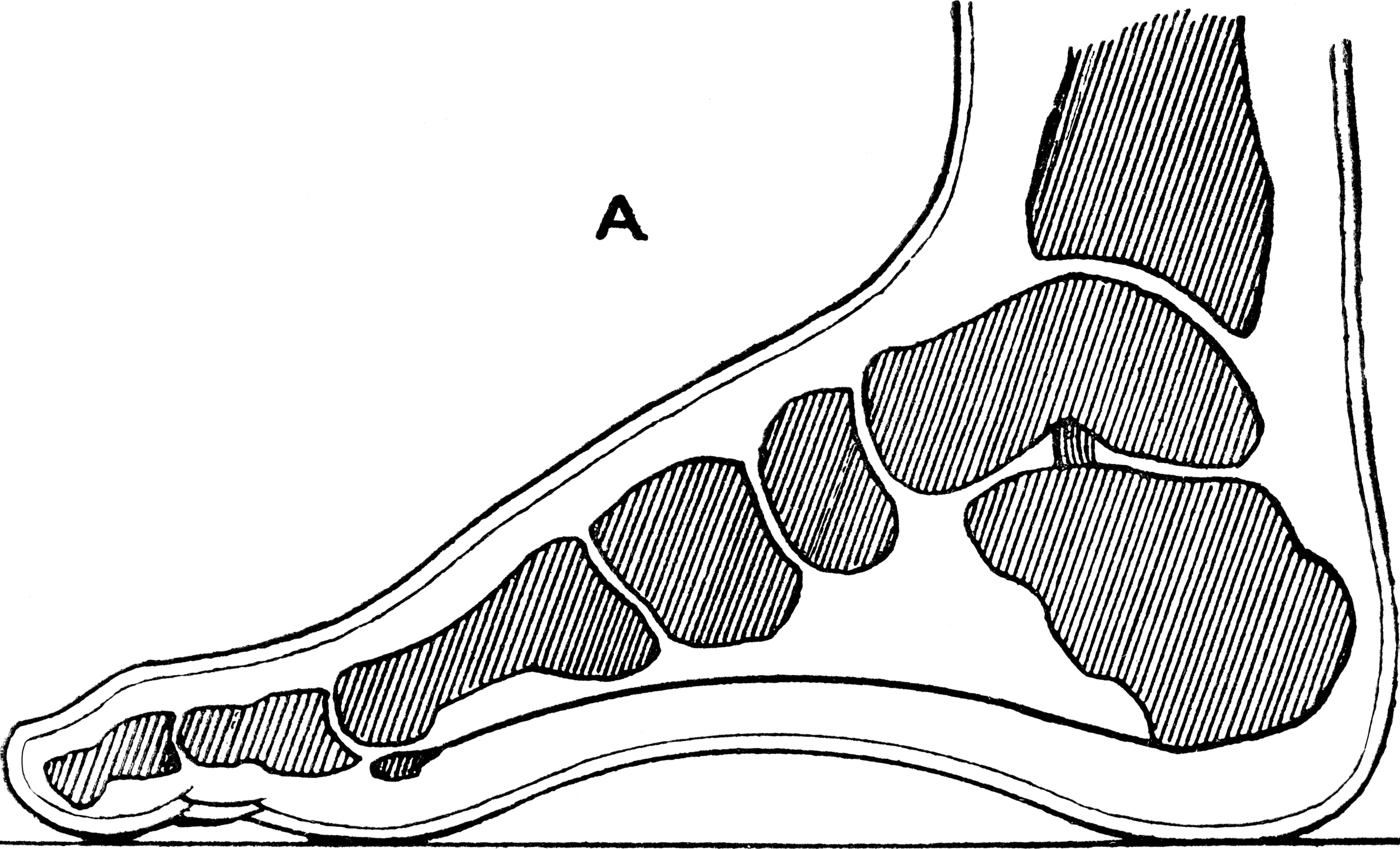
脚的矢状切面

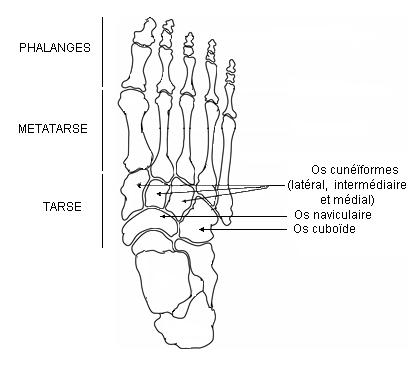
俯视图

对于脚的压力分布于五个力线，其中三个在内侧，也就是大脚趾侧，两个在外侧，也就是小脚趾侧。外侧的力线从跟骨延伸到踵骨，而内侧的力线从舟骨通过立方骨延伸到踝骨。由于踝骨位于跟骨之上，这些力线在脚趾附近集中，但是在脚跟部覆盖，对于压力线的优化使得在不平地形上，脚的压力也可以被各个部分平均分担。
为了在行走其间分散脚跟受到的压力（尤其是在脚跟接触地面的提步期内时），脚掌由两厘米厚的皮下结缔组织层到覆盖。这个组织有一个压舱系统，能够作为一个减震器行为和平衡器。这些组织的每一个都有一层由胶原纤维的纤维脂肪组织构成的坚韧结缔组织。这些隔挡牢固地附着于跖腱膜上和脚跟的皮肤下面。脚底是体表血管最丰的地区之一，这些密集的血管系统进一步提供稳定性。
跟腱是由比目鱼肌和腓肠肌组成的小腿三头肌的肌腱部分。小腿三头肌的主要功能是跖屈，即脚向下伸展。它是伴随着“ 第四个头 ”， 和三头肌一样也连接到跟骨但是外部不可见的足底肌肉群。

## 演化
在有足的哺乳动物中，有蹄类物种和趾行类物种的踵都是在腿关节远离地面的顶点。在跖行动物中，踵落在地面上。在鸟类中，踵是后腿的指关节，往往误为“膝”，实际上鸟类的膝是隐藏在羽毛中的。